# 航空法律
航空法律，又称“航空法”（air law），是指关于航空器运行和民用航空活动的法律规范的总体称呼，不包括无线电传播和外层空间活动，后者分别被称为“电信法”和“外层空间法”。
航空法的内容常常与国际海洋法有重叠。

## 历史
1783年11月21日，巴黎的孟格菲兄弟发明的热气球在巴黎试飞成功；同年4月23日，巴黎发布警察命令，规定未经许可禁止飞行，被誉为是第一部“航空法”。1819年，法国塞纳省制定了第一部空中航行安全法律，规定热气球载人需要配备降落伞；农民收割作物前禁止飞行。后来，齐柏林、莱特兄弟又分别于1900和1903年发明了飞艇和飞机。到1910-1914年间，普鲁士、格兰登堡、大不列颠、宾夕法尼亚、加利福尼亚等国家地区颁布了航空相关政令。
1944年签署《芝加哥公约》，奠定了现代国际民用航空国际法体系的基础，并根据其第37条在1947年成立了国际民用航空组织（ICAO）。《蒙特利尔公约》于2003年生效。

## 国际法
国际航空法条约一般都规定不适用于军事、海关和警察使用的航空器。1944年《国际民用航空公约》第三条规定： “一、本公约仅适用于民用航空器，不适用于国家航空器。 二、用于军事、海关和警察部门的航空器，应认为是国家航空器。”另外，航空法是“平时法”（不适用于战争时期）。该法第89条：“如遇战争，本公约的规定不妨碍受战争影响的任一缔约国的行动自由，无论其为交战国或中立国。如遇任何缔约国宣布其处于紧急状态，并将此事通知理事会，上述原则同样适用。”

## 国内法
国内法的航空法一般称为“某某航空法”，如美国有《联邦航空法》（Federal Aviation Act）；有些国家用“民用航空法”，如中国大陆有《中华人民共和国民用航空法》。

### 英联邦
1920年，英国颁布了空中航行与运输法。这是大英帝国和英联邦航空法律的基础。

### 美国
在美国，1925年的航空邮件法案和1938年的民用航空法形成了早期国内航空的法律基础。1958年，美国建立了联邦航空署，其后在1967年成为新成立的美国运输部下属的联邦航空管理局。1978年的航空公司放宽管制法成为了美国航空运输业的分水岭，由于大量新业者申请运营执照，这大大增加了联邦航空管理局的工作量。

### 共产主义集团
1921年，俄罗斯苏维埃共和国对其领空宣布了主权，并颁布了其基本航空规定。随后在1923年建立了国营航空机队，并于1932年更名为航空舰队（Aeroflot）。其他共产主义国家也建立了类似的国家民航管理机构，例如中华人民共和国的中国民用航空局，以及东德的德意志民主共和国国际航空。

### 日本
日本在二战后被占领期间，于1952年颁布了民用航空法律相关制度。虽然在早期的国内航空市场中实行较少的监管和高度的竞争体系，但在1970年，政府实行了将民航限定于三家承运商（日本航空、全日本航空、日本佳速航空）的监管体系，将市场分割、严格限制票价水平以最大限度地减少竞争。1980年代，在美国的压力下，日本逐渐开放其航空市场，并将全日本航空引入国际市场，随之也出现了一批新的航空公司，例如天马航空和Air Do。